# Uomo dei Miracoli
L'Uomo dei Miracoli (Miracle Man) è un personaggio dei fumetti, creato da Stan Lee (testi) e Jack Kirby (disegni), pubblicato dalla Marvel Comics. È uno dei primi storici nemici dei Fantastici Quattro, apparso per la prima volta in Fantastic Four (prima serie) n. 3,.
È uno stregone e possibile mutante.